# Isuzu i-Series
Isuzu i-Series ou Isuzu D-Max é uma picape da Isuzu. Iniciou a sua produção em 2002 substituindo o anterior Isuzu TF, conhecido em alguns mercados como Opel Campo.

## 2002
No mercado Português chegou apenas em finais de 2005 sob a designação "Rodeo" e trouxe consigo algumas novidades no segmento. Caixa Automática, Sistema electrónico Integral (4x4), assim como suspensão regulável a Ar nas versões Integrais. Motores Diesel 2.5 101cv (4JA1-TC) e 3.0 131cv (4JJ1-TC).

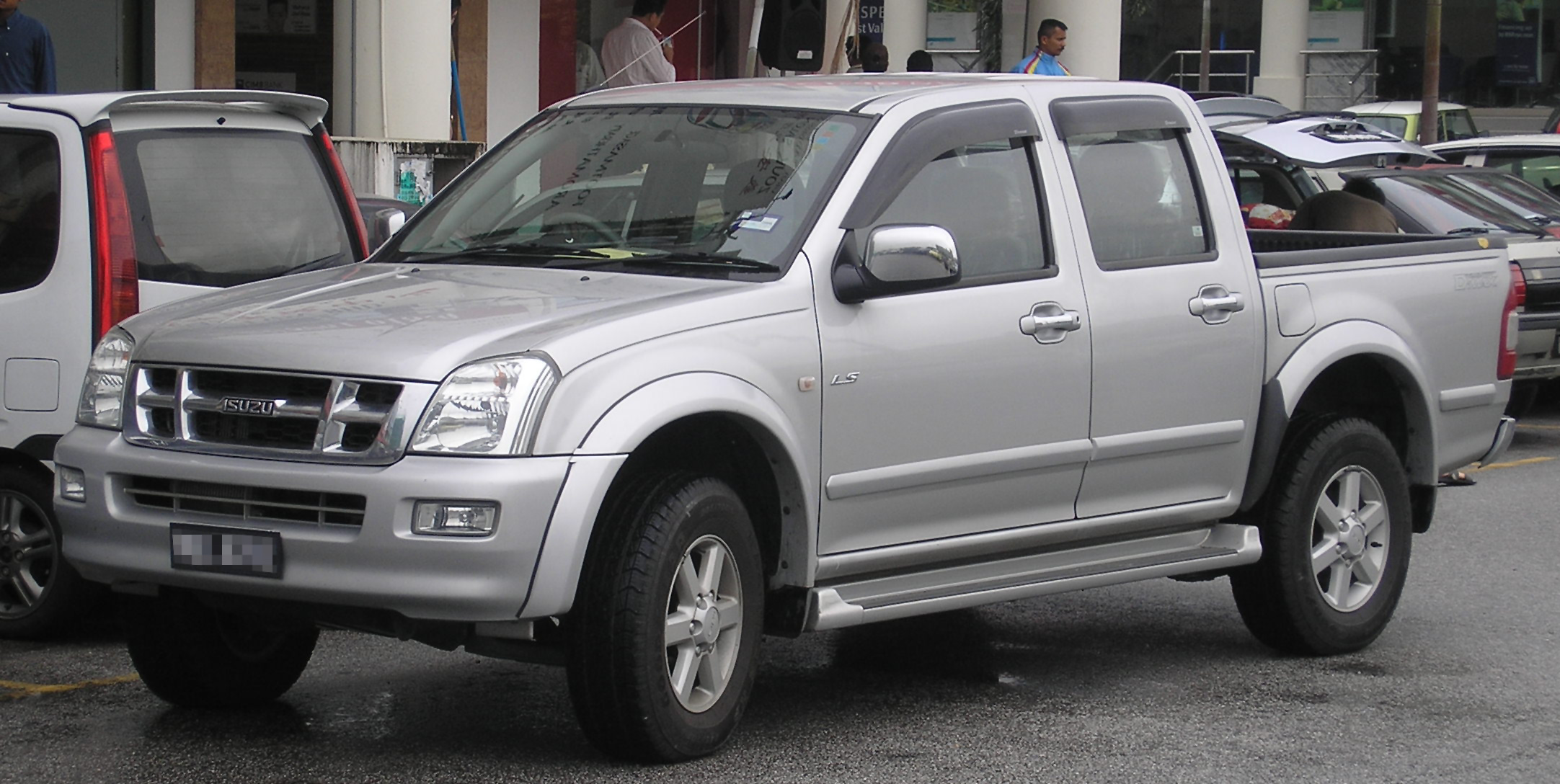
Isuzu D-Max (2002)

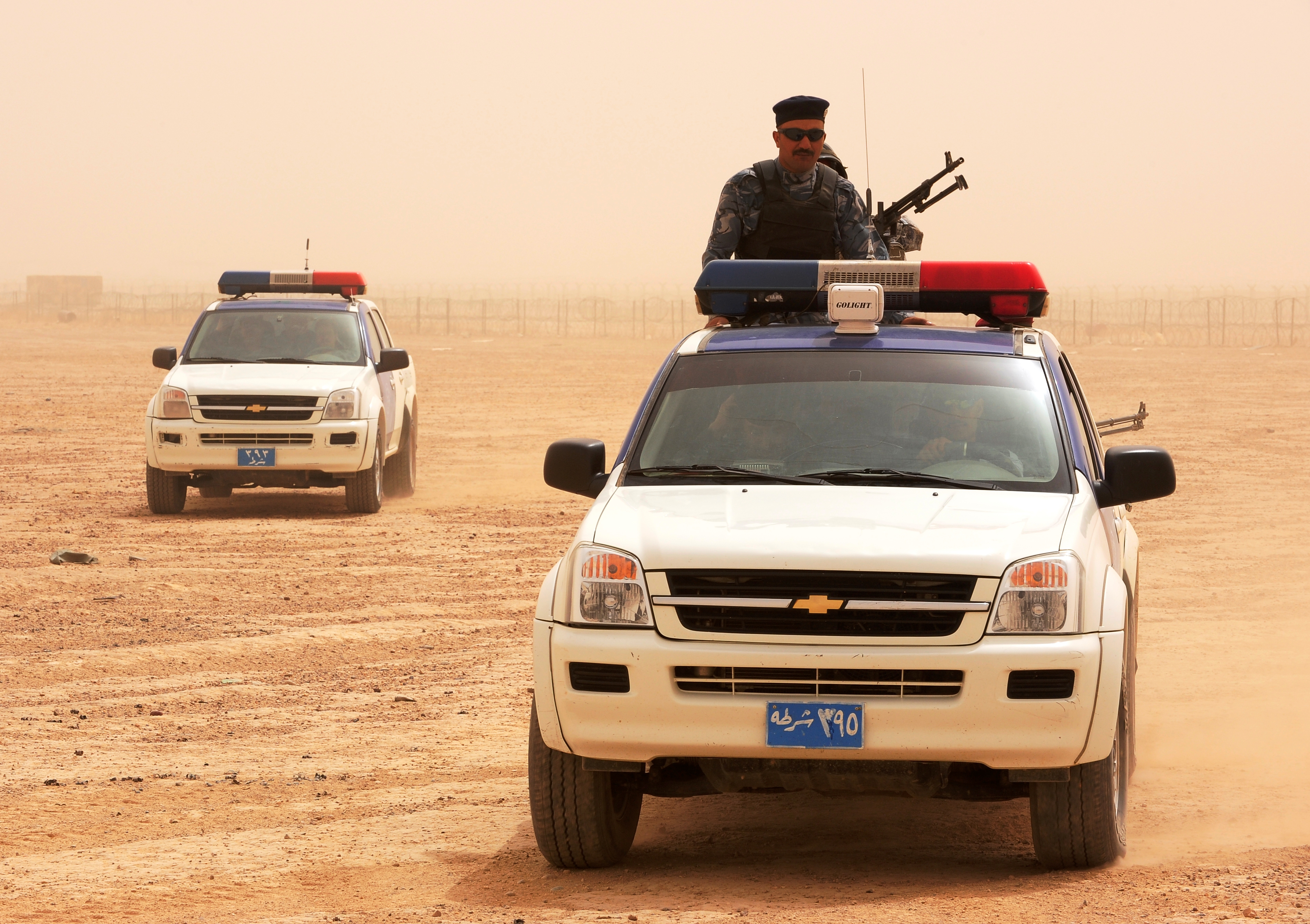
D-Max como Chevrolet

## 2007

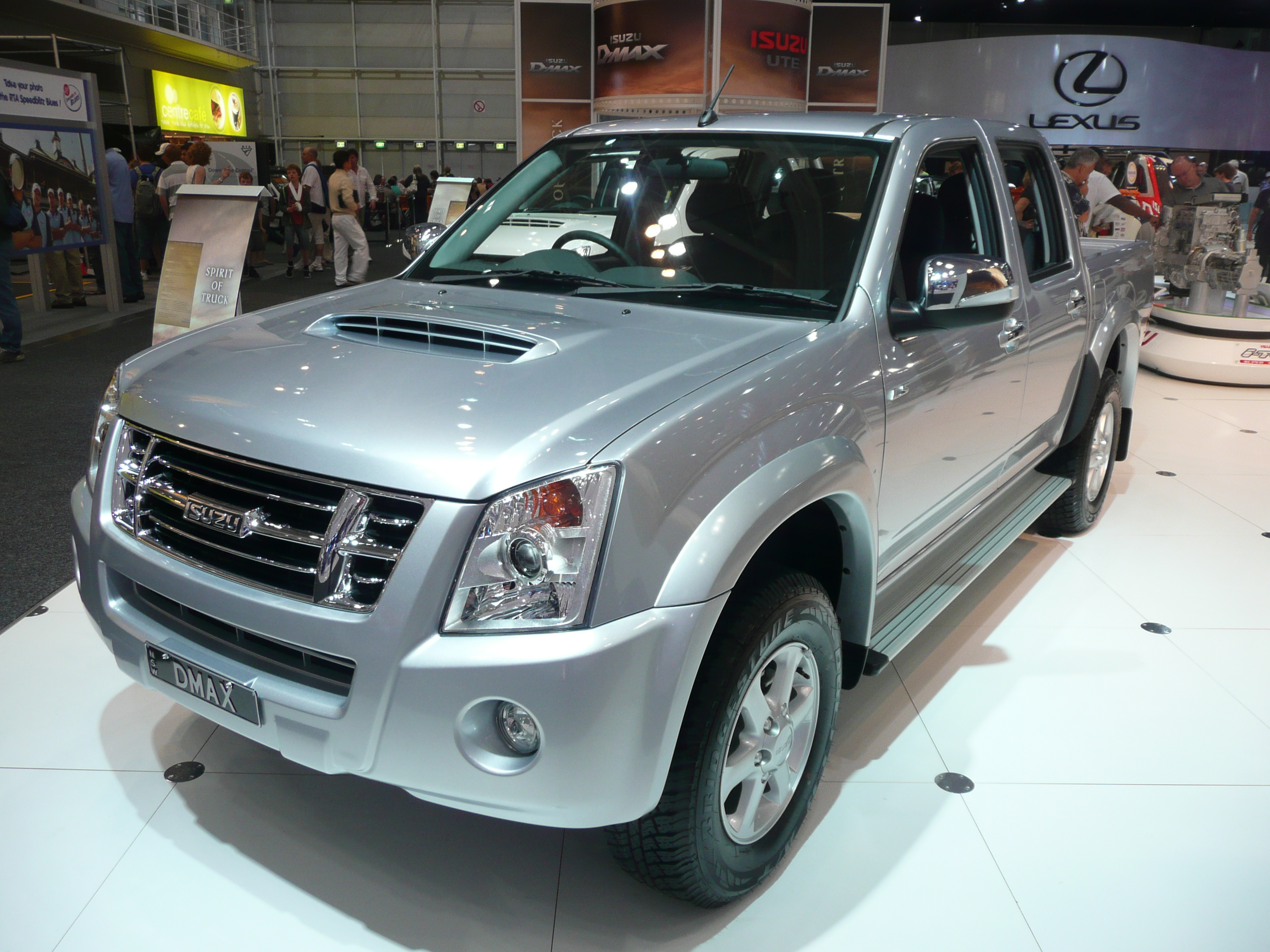
Isuzu D-Max (2007)

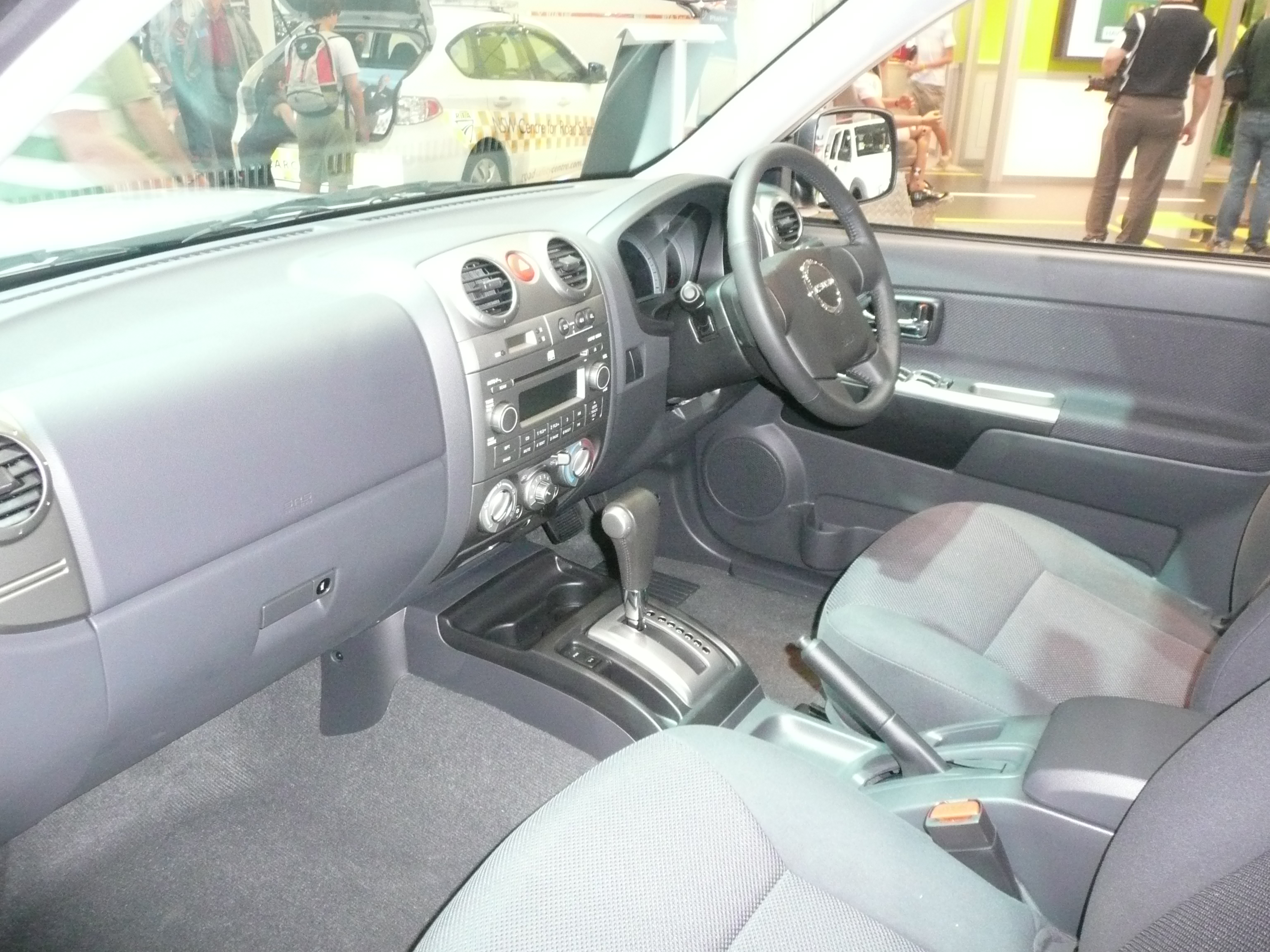
Interior

Em 2007 recebe uma actualização profunda com melhorias exteriores, interiores e mecânicas com a adopção do sistema common-rail subindo a potência para 136cv e 280 nm no 2.5 (4JK1-TC) e 163cv e 360 nm no 3.0 (4JJ1-TCX).

## 2012
O Isuzu D-Max é totalmente remodelado assente numa nova plantaforma partilhado com o Chevrolet Colorado. Além das novidades tecnológicas, estreia um motor Isuzu Bi-Turbo com 2.5 litros diesel, 163cv com 400nm entre as 1400 e 2000 rpm, assim como uma nova caixa manual de 6 velocidades.

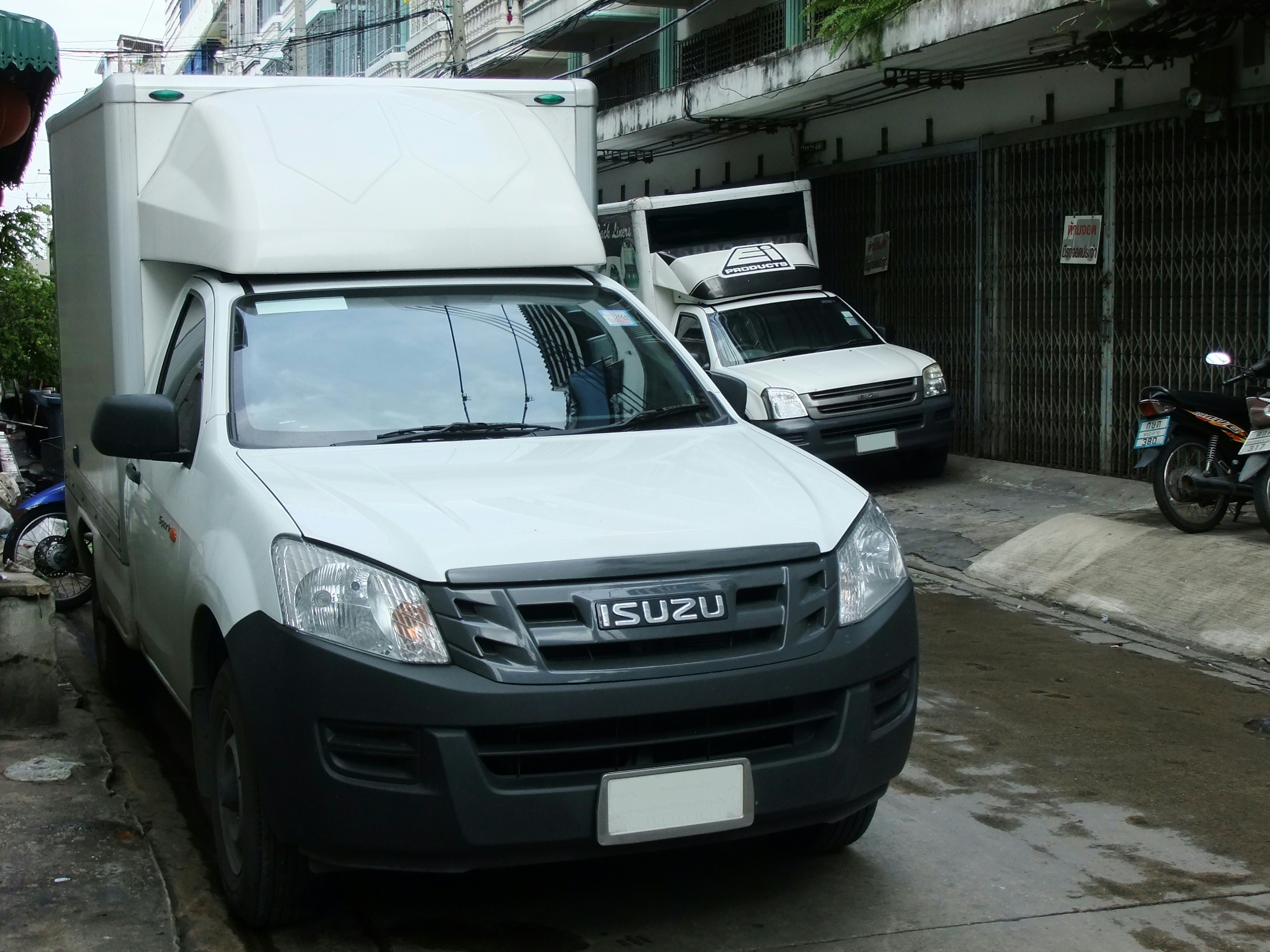

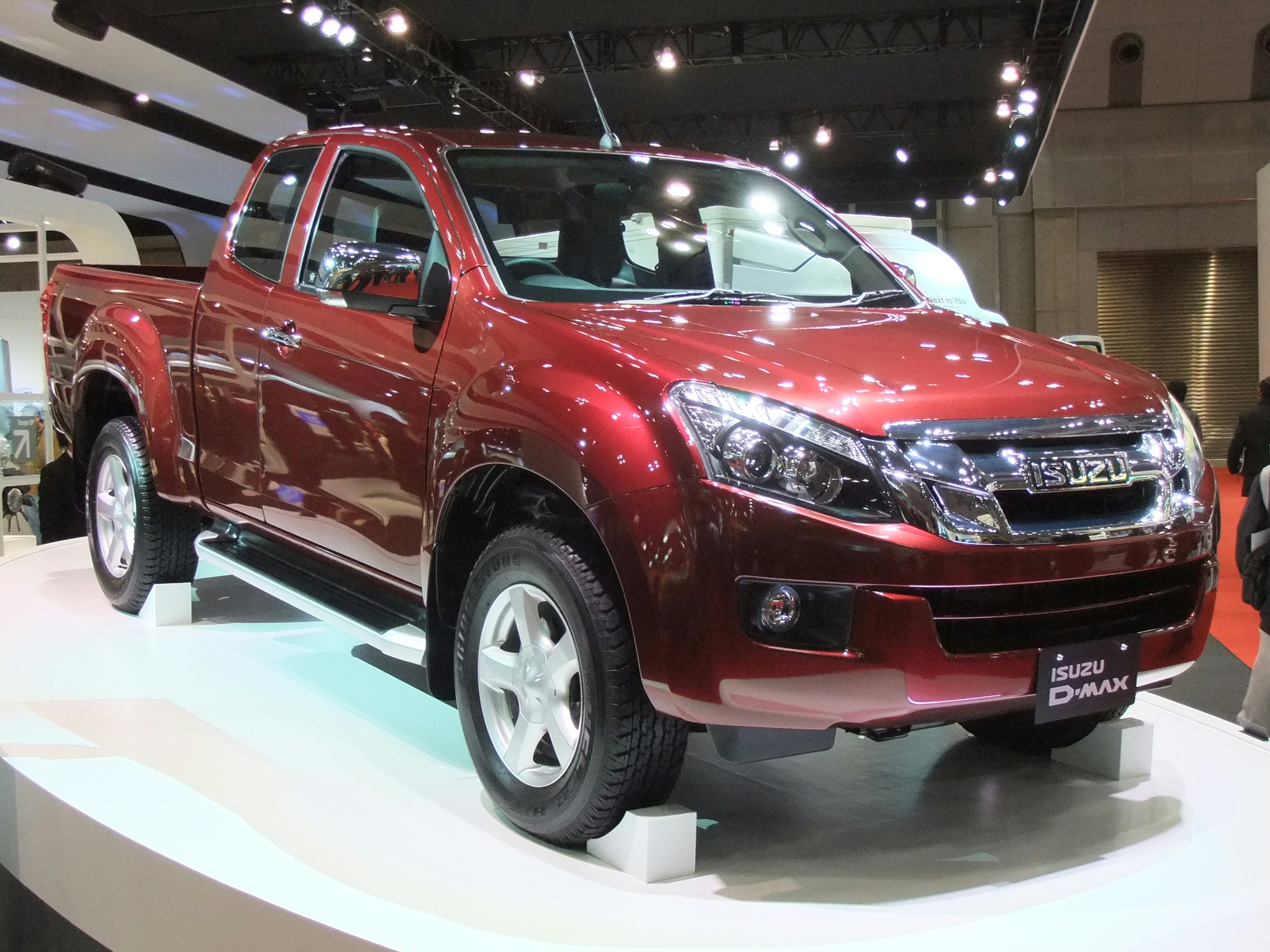
Isuzu D-Max (2012)